# Nervus accessorius
De nervus accessorius is de elfde craniale of hersenzenuw. De zenuw wordt soms ook wel de bijkomstige of bijkomende zenuw genoemd.
De n. XI heeft zich ontwikkeld uit de kieuwboogzenuwen van lagere gewervelden.

## Innervatie
De nervus accessorius is zowel sensorisch als motorisch. Volgens de laatste wetenschappelijke onderzoeken heeft deze zenuw ook sensibele vezels.
De ramus externus innerveert de m. sternocleidomastoideus en de m. trapezius.

## Klinische evaluatie
Bij beschadiging van de nervus accessorius staat het hoofd scheef. De arm kan niet meer boven 90° opgeheven worden.
I: N. olfactorius · II: N. opticus · III: N. oculomotorius · IV: N. trochlearis · V: N. trigeminus (N. ophthalmicus · N. maxillaris · N. mandibularis) · VI: N. abducens · VII: N. facialis · VIII: N. vestibulocochlearis · IX: N. glossopharyngeus · X: N. vagus · XI: N. accessorius · XII: N. hypoglossus